# التسی
التسی (به آلمانی: Ellzee) یک شهر در آلمان است که در گونتسبورگ واقع شده‌است.